# ジャラワ族
ジャラワ族（Jarawa、またはジャルワJarwa）とは、インド領アンダマン諸島に住む先住部族の一つである。
ジャラワ語を話す。
現在の人口は250から400人と推定されている。
ジャラワ族は部外者に対して極度の警戒心と敵意を持っているので、彼らの文化・言語・生活様式などはほとんど知られていない。

## 概要
ジャラワ族の体格は小柄で、非常に黒い肌、二重瞼の目、黒い縮れた髪をしている。
現在、アンダマン諸島はインドに属しており、インド政府は部外者の出入りを統制している。
アンダマンの他の種族であるオンゲ族と異なり、インド政府からの管理者さえも激しい抵抗のために彼らと接触できないこともある。優秀な弓使いで、木の上に隠れて侵入者を仕留めていた。

## 歴史
ジャラワ族は、アンダマン諸島の他の先住部族たちと同じく地球上で最も孤立した種族の一つで、外部との接触をほとんどせずに生活してきた。

### 近代
1800年代にインドが英国の統治下に入ると、イギリス人たちがアンダマン諸島へインド人とミャンマーのカレン族を移住させることで、主にアンダマン諸島の大アンダマン島の南部に住んでいたジャラワ族は、島の西側海岸に追いやられることとなった。
1990年代に足を骨折した若者が、村の近代的な病院で治療を受けたことを切っ掛けに、僅かながらも孤立の方針を緩めた。
ただし、北センチネル島に住むセンチネル族だけが孤立した生活を現在も維持している。

## 大アンダマン幹線道路の影響
1970年代に、インド政府が島の中央の森へ道を通そうとして、ジャラワ族に危機が迫った。
密猟者など外部の人が入ってきて道のために外部の人とジャラワ族の間の接触頻度が高くなると、病気に対する免疫力がないジャラワ族に病気が広がり始めた。
1998年には麻疹が流行し絶滅の危機に陥ったことがある。
2001年にインド政府はNGO団体の要請を受けて、ジャラワ族の再定住計画をやめて道路を閉鎖するよう命令した。
しかし、道路はまだ開放状態であり密猟問題も続いている。
2006年に再び麻疹が広がった。